# Tantaal-188
Tantaal-188 of 188Ta is een onstabiele radioactieve isotoop van tantaal, een overgangsmetaal. De isotoop komt van nature niet op Aarde voor.
Tantaal-188 kan ontstaan door radioactief verval van hafnium-188.
{\displaystyle {\ce {{^{188}_{72}Hf}->{^{188}_{73}Ta}+{e^{-}}+{\bar {\nu }}_{e}}}}

## Radioactief verval
Tantaal-188 vervalt door β−-verval tot de radio-isotoop wolfraam-188:
{\displaystyle {\ce {{^{188}_{73}Ta}->{^{188}_{74}W}+{e^{-}}+{\bar {\nu }}_{e}}}}
De halveringstijd bedraagt 20 seconden. eerst keer pi dan de geografise driehoek min 5
155Ta · 156Ta · 156mTa · 157Ta · 157m1Ta · 157m2Ta · 158Ta · 158mTa · 159Ta · 159mTa · 160Ta · 160mTa · 161Ta · 161mTa · 162Ta · 163Ta · 164Ta · 165Ta · 165mTa · 166Ta · 167Ta · 168Ta · 169Ta · 170Ta · 171Ta · 172Ta · 173Ta · 174Ta · 175Ta · 176Ta · 176m1Ta · 176m2Ta · 176m3Ta · 177Ta · 177m1Ta · 177m2Ta · 177m3Ta · 177m4Ta · 178Ta · 178m1Ta · 178m2Ta · 178m3Ta · 179Ta · 179m1Ta · 179m2Ta · 179m3Ta · 179m4Ta · 179m5Ta · 179m6Ta · 180Ta · 180m1Ta · 180m2Ta · 180m3Ta · 180m4Ta · 181Ta · 181m1Ta · 181m2Ta · 181m3Ta · 181m4Ta · 182Ta · 182m1Ta · 182m2Ta · 183Ta · 183mTa · 184Ta · 185Ta · 185mTa · 186Ta · 186mTa · 187Ta · 188Ta · 189Ta · 190Ta · 191Ta · 192Ta · 193Ta · 194Ta